# Jump! Stasera mi tuffo
Jump! Stasera mi tuffo (noto più semplicemente come Jump!) è stato un programma televisivo trasmesso su Canale 5 dal 12 giugno al 2 luglio 2013.

## Il programma
In questo show televisivo ci sono personaggi famosi della televisione che si cimentano con tuffi singoli e tuffi sincronizzati da altezze fino a 10 metri e quindi impregnati di tecnica e spettacolarità davanti ad una giuria tecnica. Il programma si basa sul format televisivo originale tedesco Stars in Danger - TV total Turmspringen ed è stato esportato in vari Paesi tra cui Spagna, Norvegia, Cina e Canada: alla trasmissione partecipano regolarmente una giuria di esperti sia in ambito tecnico che in ambito artistico, attenta nel giudicare i tuffi dei concorrenti.
La prima e unica edizione del programma è andata in onda da mercoledì 12 giugno 2013 per quattro puntate in prima serata su Canale 5 con la conduzione di Teo Mammucari: dalla seconda puntata lo show viene anticipato al martedì per esigenze interne ai palinsesti di Mediaset. Le puntate vengono trasmesse dal Complesso natatorio del Foro Italico a Roma: gli autori sono Paolo Bonolis, Marco Salvati, Sergio Rubino, Andrea Palazzo e Giovanni Filippetto, Michele Truglio e Omar Bouriki; la regia è affidata a Stefano Mignucci.

### Regolamento
Nella prima puntata gli otto concorrenti vip eseguono il loro tuffo. In base ai voti della giuria i primi quattro classificati passano di diritto alla seconda puntata. Gli altri quattro si sfidano di nuovo. Questa volta, con un concorrente non famoso a loro abbinato, dovranno eseguire un tuffo sincronizzato mai provato prima. Dopo il voto viene stilata una nuova classifica: il primo passa direttamente alla puntata successiva, gli altri tre vengono giudicati dal pubblico presente che vota con un apposito telecomando. L'ultimo classificato viene eliminato. La difficoltà dei tuffi aumenta di puntata in puntata. Nella prima puntata si può scegliere tra il trampolino da 1 metro e quello di 3 metri. Nella seconda puntata si può osare il tuffo da 5 metri. Nella terza quello da 7.5 metri e nella quarta e ultima puntata quello da 10 metri.

## I concorrenti
| Concorrente VIP     | Professione                         | Concorrente non famoso associato | Posizione |
| ------------------- | ----------------------------------- | -------------------------------- | --------- |
| Stefano Bettarini   | Ex calciatore e showman             | Bonaria Decorato                 | 1°        |
| Bruno Cabrerizo     | Modello e attore                    | Patrizia Modena                  | 2°        |
| Maddalena Corvaglia | Showgirl                            | Viviano Vivaldi                  | 3°        |
| Anna Falchi         | Attrice e showgirl                  | Sandro Maiorano                  | 4°        |
| Cecilia Capriotti   | Showgirl e attrice                  | Luigi Simeone                    | 5°        |
| Enzo Salvi          | Attore e comico                     | Fabrizio Tortorici               | 6°        |
| Nadia Rinaldi       | Attrice                             | Ivano Marino                     | 7°        |
| Ciccio Valenti      | Conduttore televisivo e radiofonico | Maria Ester Grasso               | 8°        |

Tutti i concorrenti sono equiparati ad atleti agonistici. Per questo sono sottoposti a visite mediche specifiche con medici sportivi federali. Di ognuno è certificata l'idoneità all'attività agonistica. I concorrenti sono allenati dai tecnici della Federazione Italiana Nuoto.

## La giuria
La giuria è composta da cinque membri, i quali possono assegnare un voto da 1 a 10. Ogni giudice valuterà aspetti differenti dei tuffi dei concorrenti.
| Giudice                       | In qualità di...                              | Aspetto di valutazione         |
| ----------------------------- | --------------------------------------------- | ------------------------------ |
| Giorgio Cagnotto              | Ex tuffatore e allenatore della figlia Tania  | Tecnica                        |
| Alessia Filippi               | Ex nuotatrice                                 | Preparazione e sforzo atletico |
| Anna Paola Concia             | Politica e diplomata all'ISEF                 | Carattere e tenacia            |
| Maurizio "Mister OK" Palmulli | Tuffatore, famoso per i suoi salti nel Tevere | Coraggio                       |
| Paolo Bonolis                 | Conduttore televisivo e presidente di giuria  | Resa complessiva               |

## Tabella riassuntiva
Legenda
- Salvo (grazie alla giuria)
- Salvo (grazie al voto del pubblico)
- Eliminato

- Vincitore
- Secondo classificato
- Terzo classificato
- Quarto classificato

| Concorrente VIP     | Concorrente non famoso | 1ª puntata | 1ª puntata | 1ª puntata    | 2ª puntata             | 2ª puntata             | 2ª puntata             | 2ª puntata             | 3ª puntata             | 3ª puntata             | 3ª puntata             | 3ª puntata             | 4ª puntata             | 4ª puntata             | 4ª puntata             | Manche finale                  | Manche finale                  |
| Concorrente VIP     | Concorrente non famoso | Singolo    | Sincro     | Voto pubblico | Sincro                 | Singolo                | Totale                 | Voto pubblico          | Singolo                | Sincro                 | Totale                 | Voto pubblico          | Singolo                | Sincro                 | Totale                 | Altezza tuffo                  | Voto giuria                    |
| ------------------- | ---------------------- | ---------- | ---------- | ------------- | ---------------------- | ---------------------- | ---------------------- | ---------------------- | ---------------------- | ---------------------- | ---------------------- | ---------------------- | ---------------------- | ---------------------- | ---------------------- | ------------------------------ | ------------------------------ |
| Stefano Bettarini   | Bonaria Decorato       | 38 p.      | N.D.       | N.D.          | 38 p.                  | 45 p.                  | 83 p.                  | N.D.                   | 43 p.                  | 38 p.                  | 81 p.                  | N/A                    | 39 p.                  | 35 p.                  | 74 p.                  | 10 m.                          | 49 p.                          |
| Bruno Cabrerizo     | Patrizia Modena        | 36 p.      | N.D.       | N.D.          | 33 p.                  | 44 p.                  | 77 p.                  | N.D.                   | 43 p.                  | 39 p.                  | 82 p.                  | N.D.                   | 33 p.                  | 36 p.                  | 71 p.                  | 10 m.                          | 46 p.                          |
| Maddalena Corvaglia | Viviano Vivaldi        | 34 p.      | N.D.       | N.D.          | 39 p.                  | 40 p.                  | 79 p.                  | N.D.                   | 33 p.                  | 36 p.                  | 69 p.                  | 75%                    | 43 p.                  | 41 p.                  | 84 p.                  | 3 m                            | 42 p.                          |
| Cecilia Capriotti   | Luigi Simeone          | 34 p.      | 39 p.      | N.D.          | 30 p.                  | 40 p.                  | 70 p.                  | N.D.                   | 37 p.                  | 41 p.                  | 78 p.                  | N.D.                   | 27 p.                  | 31 p.                  | 58 p.                  | NON PASSATO ALLA MANCHE FINALE | NON PASSATO ALLA MANCHE FINALE |
| Anna Falchi         | Sandro Maiorano        | 41 p.      | N.D.       | N.D.          | 32 p.                  | 35 p.                  | 67 p.                  | 39 %                   | 40 p.                  | 27 p.                  | 67 p.                  | 13 %                   | 32 p.                  | 31 p.                  | 63 p.                  | NON PASSATO ALLA MANCHE FINALE | NON PASSATO ALLA MANCHE FINALE |
| Enzo Salvi          | Fabrizio Tortorici     | 30 p.      | 24 p.      | 23 %          | 25 p.                  | 36 p.                  | 61 p.                  | 48 %                   | 30 p.                  | 39 p.                  | 69 p.                  | 12 %                   | ELIMINATO (3ª Puntata) | ELIMINATO (3ª Puntata) | ELIMINATO (3ª Puntata) | ELIMINATO (3ª Puntata)         | ELIMINATO (3ª Puntata)         |
| Nadia Rinaldi       | Ivano Marino           | 29 p.      | 30 p.      | 56 %          | 27 p.                  | 34 p.                  | 61 p.                  | 13 %                   | ELIMINATA (2ª Puntata) | ELIMINATA (2ª Puntata) | ELIMINATA (2ª Puntata) | ELIMINATA (2ª Puntata) | ELIMINATA (2ª Puntata) | ELIMINATA (2ª Puntata) | ELIMINATA (2ª Puntata) | ELIMINATA (2ª Puntata)         | ELIMINATA (2ª Puntata)         |
| Ciccio Valenti      | Maria Ester Grasso     | 31 p.      | 26 p.      | 21 %          | ELIMINATO (1ª Puntata) | ELIMINATO (1ª Puntata) | ELIMINATO (1ª Puntata) | ELIMINATO (1ª Puntata) | ELIMINATO (1ª Puntata) | ELIMINATO (1ª Puntata) | ELIMINATO (1ª Puntata) | ELIMINATO (1ª Puntata) | ELIMINATO (1ª Puntata) | ELIMINATO (1ª Puntata) | ELIMINATO (1ª Puntata) | ELIMINATO (1ª Puntata)         | ELIMINATO (1ª Puntata)         |

## Dettaglio delle puntate
- Salvo (grazie alla giuria)
- Salvo (grazie al voto del pubblico)
- Eliminato

### Prima puntata (tuffi fino a 3 metri)
La prima puntata è stata trasmessa mercoledì 12 giugno 2013 in prima serata su Canale 5.
| Tuffi singoli       | Tuffi singoli                | Tuffi singoli                                | Tuffi singoli | Tuffi singoli | Tuffi singoli | Tuffi singoli | Tuffi singoli | Tuffi singoli | Tuffi singoli | Tuffi singoli     |
| Ordine              | Concorrente                  | Tipo di tuffo                                | Altezza       | Voti giuria   | Voti giuria   | Voti giuria   | Voti giuria   | Voti giuria   | Totale giuria | Totale giuria     |
| Ordine              | Concorrente                  | Tipo di tuffo                                | Altezza       | Cagnotto      | Filippi       | Concia        | Mister OK     | Bonolis       | Totale giuria | Totale giuria     |
| ------------------- | ---------------------------- | -------------------------------------------- | ------------- | ------------- | ------------- | ------------- | ------------- | ------------- | ------------- | ----------------- |
| 1                   | Maddalena Corvaglia          | Caduta indietro dal trampolino               | 3 metri       | 6             | 7             | 7             | 6             | 8             | 34            | 34                |
| 2                   | Ciccio Valenti               | Caduta in avanti da seduto dalla piattaforma | 3 metri       | 6             | 6             | 6             | 5             | 8             | 31            | 31                |
| 3                   | Bruno Cabrerizo              | Capofitto in avanti raggruppato con rincorsa | 1 metro       | 6             | 7             | 8             | 6             | 9             | 36            | 36                |
| 4                   | Cecilia Capriotti            | Pennello avanti                              | 3 metri       | 7             | 6             | 7             | 6             | 8             | 34            | 34                |
| 5                   | Enzo Salvi                   | Pennello indietro                            | 3 metri       | 5             | 5             | 6             | 6             | 8             | 30            | 30                |
| 6                   | Anna Falchi                  | Caduta in avanti carpiata dalla piattaforma  | 3 metri       | 8             | 8             | 9             | 7             | 9             | 41            | 41                |
| 7                   | Nadia Rinaldi                | Caduta in avanti carpiata dalla piattaforma  | 1 metro       | 5             | 5             | 6             | 5             | 8             | 29            | 29                |
| 8                   | Stefano Bettarini            | Uno e mezzo avanti raggruppato               | 1 metro       | 7             | 8             | 8             | 7             | 8             | 38            | 38                |
| Tuffi sincronizzati |                              |                                              |               |               |               |               |               |               |               |                   |
| Ordine              | Coppia                       | Tipo di tuffo                                | Altezza       | Voti giuria   | Voti giuria   | Voti giuria   | Voti giuria   | Voti giuria   | Totale giuria | Voto del pubblico |
| Ordine              | Coppia                       | Tipo di tuffo                                | Altezza       | Cagnotto      | Filippi       | Concia        | Mister OK     | Bonolis       | Totale giuria | Voto del pubblico |
| 9                   | Nadia Rinaldi e Ivano        | Pennello avanti                              | 3 metri       | 5             | 5             | 7             | 5             | 8             | 30            | 56%               |
| 10                  | Enzo Salvi e Fabrizio        | Caduta in avanti carpiata dal trampolino     | 3 metri       | 4             | 5             | 5             | 5             | 5             | 24            | 23%               |
| 11                  | Ciccio Valenti e Maria Ester | Capofitto in avanti dal trampolino           | 1 metro       | 4             | 5             | 5             | 5             | 7             | 26            | 21%               |
| 12                  | Cecilia Capriotti e Luigi    | Caduta in avanti dal trampolino              | 1 metro       | 8             | 9             | 8             | 7             | 7             | 39            | N.D.              |

### Seconda puntata (tuffi fino a 5 metri)
La seconda puntata è stata trasmessa martedì 18 giugno 2013 in prima serata su Canale 5.
| Tuffi sincronizzati | Tuffi sincronizzati           | Tuffi sincronizzati                | Tuffi sincronizzati | Tuffi sincronizzati | Tuffi sincronizzati | Tuffi sincronizzati | Tuffi sincronizzati | Tuffi sincronizzati | Tuffi sincronizzati         | Tuffi sincronizzati         |
| Ordine              | Coppia                        | Tipo di tuffo                      | Altezza             | Voti giuria         | Voti giuria         | Voti giuria         | Voti giuria         | Voti giuria         | Totale sincronizzati giuria | Totale sincronizzati giuria |
| Ordine              | Coppia                        | Tipo di tuffo                      | Altezza             | Cagnotto            | Filippi             | Concia              | Mister OK           | Bonolis             | Totale sincronizzati giuria | Totale sincronizzati giuria |
| ------------------- | ----------------------------- | ---------------------------------- | ------------------- | ------------------- | ------------------- | ------------------- | ------------------- | ------------------- | --------------------------- | --------------------------- |
| 1                   | Bruno Cabrerizo e Patrizia    | Caduta all'indietro                | 1 metro             | 7                   | 6                   | 7                   | 6                   | 7                   | 33                          | 33                          |
| 2                   | Stefano Bettarini e Bonaria   | Caduta in avanti                   | 3 metri             | 8                   | 7                   | 8                   | 7                   | 8                   | 38                          | 38                          |
| 3                   | Maddalena Corvaglia e Viviano | Caduta in avanti                   | 3 metri             | 8                   | 8                   | 8                   | 8                   | 7                   | 39                          | 39                          |
| 4                   | Enzo Salvi e Fabrizio         | Pennello raggruppato               | 3 metri             | 5                   | 5                   | 5                   | 5                   | 5                   | 25                          | 25                          |
| 5                   | Anna Falchi e Sandro          | Caduta all'indietro                | 1 metro             | 7                   | 6                   | 7                   | 6                   | 6                   | 32                          | 32                          |
| 6                   | Nadia Rinaldi e Ivano         | Caduta in avanti carpiata          | 3 metri             | 5                   | 5                   | 5                   | 5                   | 7                   | 27                          | 27                          |
| 7                   | Cecilia Capriotti e Luigi     | Caduta all'indietro dal trampolino | 5 metri             | 6                   | 6                   | 6                   | 5                   | 7                   | 30                          | 30                          |
| Tuffi singoli       |                               |                                    |                     |                     |                     |                     |                     |                     |                             |                             |
| Ordine              | Concorrente                   | Tipo di tuffo                      | Altezza             | Voti giuria         | Voti giuria         | Voti giuria         | Voti giuria         | Voti giuria         | Totale giuria               |                             |
| Ordine              | Concorrente                   | Tipo di tuffo                      | Altezza             | Cagnotto            | Filippi             | Concia              | Mister OK           | Bonolis             | Totale giuria               |                             |
| 8                   | Enzo Salvi                    | Caduta in avanti                   | 5 metri             | 7                   | 7                   | 7                   | 7                   | 8                   | 36                          | 36                          |
| 9                   | Nadia Rinaldi                 | Caduta all'indietro dal trampolino | 3 metri             | 7                   | 7                   | 7                   | 7                   | 6                   | 34                          | 34                          |
| 10                  | Cecilia Capriotti             | Caduta in avanti                   | 3 metri             | 8                   | 8                   | 8                   | 8                   | 8                   | 40                          | 40                          |
| 11                  | Anna Falchi                   | Caduta all'indietro                | 3 metri             | 6                   | 9                   | 7                   | 6                   | 7                   | 35                          | 35                          |
| 12                  | Bruno Cabrerizo               | Caduta seduto in avanti            | 5 metri             | 9                   | 9                   | 9                   | 8                   | 9                   | 44                          | 44                          |
| 13                  | Stefano Bettarini             | Carpiato all'indietro              | 3 metri             | 9                   | 10                  | 9                   | 8                   | 9                   | 45                          | 45                          |
| 14                  | Maddalena Corvaglia           | Caduta in avanti dal trampolino    | 3 metri             | 8                   | 9                   | 8                   | 7                   | 8                   | 40                          | 40                          |

#### Risultato finale
| Classifica | Concorrente         | Somma dei punti | Voto del pubblico |
| ---------- | ------------------- | --------------- | ----------------- |
| 1°         | Stefano Bettarini   | 83              | N.D.              |
| 2°         | Maddalena Corvaglia | 79              | N.D.              |
| 3°         | Bruno Cabrerizo     | 77              | N.D.              |
| 4°         | Cecilia Capriotti   | 70              | N.D.              |
| 5°         | Anna Falchi         | 67              | 39%               |
| 6°         | Enzo Salvi          | 61              | 48%               |
| 6°         | Nadia Rinaldi       | 61              | 13%               |

### Terza puntata (tuffi fino a 7,5 metri)
La terza puntata è stata trasmessa martedì 25 giugno 2013 in prima serata su Canale 5.
| 1ª Manche | 1ª Manche | 1ª Manche                     | 1ª Manche                                 | 1ª Manche | 1ª Manche   | 1ª Manche   | 1ª Manche   | 1ª Manche   | 1ª Manche   | 1ª Manche     |               |
| Ordine    | Genere    | Concorrente/i                 | Tipo di tuffo                             | Altezza   | Voti giuria | Voti giuria | Voti giuria | Voti giuria | Voti giuria | Totale giuria | Totale giuria |
| Ordine    | Genere    | Concorrente/i                 | Tipo di tuffo                             | Altezza   | Cagnotto    | Filippi     | Concia      | Mister OK   | Bonolis     | Totale giuria | Totale giuria |
| --------- | --------- | ----------------------------- | ----------------------------------------- | --------- | ----------- | ----------- | ----------- | ----------- | ----------- | ------------- | ------------- |
| 1         | Sincro    | Stefano Bettarini e Bonaria   | Caduta in avanti                          | 3 metri   | 7           | 7           | 8           | 8           | 8           | 38            | 38            |
| 2         | Singolo   | Cecilia Capriotti             | Pennello avanti                           | 5 metri   | 8           | 7           | 8           | 7           | 7           | 37            | 37            |
| 3         | Sincro    | Anna Falchi e Sandro          | Caduta in avanti                          | 3 metri   | 6           | 6           | 6           | 5           | 4           | 27            | 27            |
| 4         | Singolo   | Enzo Salvi                    | Caduta in avanti                          | 7,5 metri | 5           | 6           | 6           | 5           | 8           | 30            | 30            |
| 5         | Sincro    | Bruno Cabrerizo e Patrizia    | Capofitto in avanti con rincorsa carpiato | 1 metro   | 8           | 8           | 8           | 7           | 8           | 39            | 39            |
| 6         | Sincro    | Maddalena Corvaglia e Viviano | Pennello avanti                           | 5 metri   | 7           | 7           | 7           | 7           | 8           | 36            | 36            |
| 2ª Manche |           |                               |                                           |           |             |             |             |             |             |               |               |
| Ordine    | Genere    | Concorrente/i                 | Tipo di tuffo                             | Altezza   | Voti giuria | Voti giuria | Voti giuria | Voti giuria | Voti giuria | Totale giuria |               |
| Ordine    | Genere    | Concorrente/i                 | Tipo di tuffo                             | Altezza   | Cagnotto    | Filippi     | Concia      | Mister OK   | Bonolis     | Totale giuria |               |
| 7         | Singolo   | Stefano Bettarini             | Capofitto carpiato                        | 7,5 metri | 8           | 9           | 9           | 8           | 9           | 43            | 43            |
| 8         | Sincro    | Enzo Salvi e Fabrizio         | Caduta in avanti                          | 3 metri   | 8           | 7           | 8           | 8           | 8           | 39            | 39            |
| 9         | Singolo   | Anna Falchi                   | Caduta in avanti                          | 5 metri   | 8           | 8           | 8           | 8           | 8           | 40            | 40            |
| 10        | Sincro    | Cecilia Capriotti e Luigi     | Caduta in avanti                          | 3 metri   | 8           | 8           | 8           | 8           | 9           | 41            | 41            |
| 11        | Singolo   | Maddalena Corvaglia           | Caduta all'indietro                       | 5 metri   | 7           | 8           | 7           | 6           | 5           | 33            | 33            |
| 12        | Singolo   | Bruno Cabrerizo               | Capofitto raggruppato                     | 5 metri   | 9           | 9           | 8           | 8           | 9           | 43            | 43            |

#### Risultato finale
| Classifica | Concorrente         | Somma dei punti | Voto del pubblico |
| ---------- | ------------------- | --------------- | ----------------- |
| 1°         | Bruno Cabrerizo     | 82              | N.D.              |
| 2°         | Stefano Bettarini   | 81              | N.D.              |
| 3°         | Cecilia Capriotti   | 78              | N.D.              |
| 4°         | Enzo Salvi          | 69              | 12%               |
| 4°         | Maddalena Corvaglia | 69              | 75%               |
| 6°         | Anna Falchi         | 67              | 13%               |

### Quarta puntata
La quarta puntata è stata trasmessa martedì 2 luglio 2013 in prima serata su Canale 5.

#### Manche Finale
| Classifica | Concorrente         | Somma dei punti | Voti giuria           |
| ---------- | ------------------- | --------------- | --------------------- |
| 1°         | Stefano Bettarini   | 49              | 10 - 10 - 9 - 10 - 10 |
| 2°         | Bruno Cabrerizo     | 46              | 9 - 9 - 10 - 9 - 9    |
| 3°         | Maddalena Corvaglia | 42              | 9 - 8 - 9 - 8 - 8     |

Il vincitore della prima edizione del programma è Stefano Bettarini.

## Ascolti
| Puntata | Messa in onda  | Telespettatori | Share  |
| ------- | -------------- | -------------- | ------ |
| 1       | 12 giugno 2013 | 4 200 000      | 18,84% |
| 2       | 18 giugno 2013 | 3 685 000      | 18,45% |
| 3       | 25 giugno 2013 | 3 616 000      | 17,69% |
| 4       | 2 luglio 2013  | 3 725 000      | 19,50% |
| Media   | Media          | 3 806 000      | 18,62% |

## Altre informazioni
- In Spagna è stato trasmesso dalla principale tv iberica di Mediaset, Telecinco, col nome ¡Mira quién salta! in prima serata[27] per 2 edizioni.
- Nel cast del programma, oltre ai giurati e ai concorrenti, sono presenti anche le "tuffettine"[28], cioè le ballerine che ballano la sigla iniziale, ad imitazione di quanto solitamente accade a Ciao Darwin, composto da sei showgirl[29] ed esse sono[30]: Giulia Pauselli, Elisa Bucino, Martina Chiriaco, Ilenia Siciliano, Krizia Picci e Federica Vesce.
- Verso le ore 23:00 circa, ad imitazione di quanto solitamente accade a Ciao Darwin, anche in questo programma è presente un "momento disco dance" (di circa 5 minuti) in cui conduttore, giurati, concorrenti e pubblico in studio ballano insieme al corpo di ballo delle "tuffettine" (così le ha chiamate Mammucari) sotto la regia dei DJ presenti in studio.
- La sigla del programma è l'omonimo brano del gruppo hard rock Van Halen del 1984.